# Autostrada AP-2 (Hiszpania)
Autostrada AP-2 (hiszp. Autopista AP-2), także Autopista Zaragoza-Mediterráneo (Autostrada Saragossa-Morze Śródziemne) – autostrada w Hiszpanii.
Autostrada łączy Saragossę z Barceloną i Tarragoną. Rozciąga się między Alfajarín i Saifores, dzielnicy Bañeras del Penedés, gdzie łączy się z autostradą AP-7. Została wybudowana w latach 1969–1977 i stanowi ważny korytarz między Madrytem i Krajem Basków z Katalonią. Wcześniej oznaczona była numerem A-2.
Koncesjonariuszem autostrady jest firma Acesa, spółka zależna od Abertis.

## Trasy europejskie
W śladzie autostrady AP-2 przebiega trasa europejska E90.